# Chief Buffalo Child Long Lance
Pour les articles homonymes, voir Buffalo.
Chief Buffalo Child Long Lance (1er décembre 1890 à Winston-Salem, Caroline du Nord, États-Unis – 20 mars 1932), de son vrai nom  Sylvester Clark Long, était un journaliste, écrivain et comédien américain qui fut internationalement connu pour avoir été le porte-parole de la cause des Indiens d’Amérique. Il devint célèbre après la publication de sa pseudo-autobiographie, un best-seller qui racontait sa supposée éducation en tant que fils d’un chef indien de la tribu des Pieds-Noirs. Il fut le premier amérindien à être admis dans le sélect Explorers' Club de New York.
Après que l’on eut dénoncé la fausseté de ses origines, Long Lance fut ostracisé par la bonne société. C’était en fait un métis ayant dans sa généalogie des ancêtres afro-américains, blancs mais aussi des indiens du sud-est des États-Unis – et qui a vécu à une époque où la société sudiste pratiquait une ségrégation rigoureuse entre les noirs et les blancs.

## Enfance et éducation
Le jeune Long avait des ambitions qui allaient bien au-delà de ce qu’il pouvait espérer en restant  dans sa petite ville de Winston, où son père, Joseph S. Long, était concierge dans une école et où sa famille était cataloguée comme racialement noire... Long était métis de blanc et d’indien Croatien du côté de sa mère Sally Carson Long, de blanc, noir et indien Cherokee du côté de son père. Les photographies que l’on possède de lui montrent qu’il ressemblait à un indien. Dans la société rigoureusement ségrégationniste au sein de laquelle il vivait, les noirs avaient fort peu de possibilités d’avenir . Long quitta tout d’abord la Caroline du Nord pour travailler en tant qu’indien dans un Wild West Show Là, il eut la chance d’acquérir une certaine culture amérindienne auprès de ses collègues d’ethnie Cherokee. Il continua sur cette voie, se construisant peu à peu une identité amérindienne « pour échapper aux contraintes racistes de la société sudiste et pour trouver la  sécurité au sein d’une communauté de son choix. » 
En 1909, Long posa sa candidature à la Carlisle Indian Industrial School en se présentant comme un métis de Cherokee et de blanc et fut accepté, en partie grâce à sa capacité à s’exprimer en langue cherokee. Il tricha sur son âge pour pouvoir être admis et profiter ainsi d’une bonne instruction.  Il en sortit diplômé en 1912, majeur de sa promotion, laquelle comptait aussi d’autres futures célébrités amérindiennes comme Jim Thorpe et Robert Geronimo, fils du célèbre chef de guerre apache.
Long rejoignit ensuite la St. John's and Manlius Military academies à Manlius, New York à l’aide d’une bourse justifiée par ses bons résultats à la Carlisle School. Il en fut diplômé en 1915. À ce stade, il avait déjà commencé à se faire appeler Long Lance et avait gagné le surnom de « chef » en tant que seul amérindien de sa classe. Il tenta alors de postuler pour West Point, et s’adressa au Président Woodrow Wilson, dont les services appuyèrent sa candidature. Il fut donc inscrit et commença les cours, qu’il suspendit en 1916 pour être incorporé dans le Canadian Expeditionary Force à Montréal (237e bataillon du Corps Expéditionnaire Canadien), puis il partit se battre en France, devenant ainsi un combattant de la Première Guerre mondiale. Après qu’il fut blessé deux fois, on le déplaça dans un emploi de bureau.

## Carrière
Long Lance retourna au Canada comme sergent d’active, puis demanda à être libéré de l’armée à Calgary, dans l’Alberta. Il passa la décennie suivante dans les grandes plaines, où il devint peu à peu profondément impliqué en tant que représentant de la cause amérindienne. Il fut même journaliste pour le Calgary Herald. À l’époque, le Canada pratiquait de fait – sinon de droit - une politique de ségrégation vis-à-vis de l’immigration noire en provenance des USA. Dans ce contexte, il n’est  pas surprenant que Long Lance ait trouvé plus sûr et plus prometteur de cacher son appartenance à la race noire.
Il se présentait alors volontiers comme un indien cherokee originaire de l’Oklahoma, prétendait être diplômé de West Point et avoir gagné la Croix de guerre durant la Première Guerre mondiale. Durant les trois années qui suivirent, il publia en tant que reporter diverses études sur la vie des Indiens d’Amérique. Il visita des réserves indiennes et écrivit de nombreux articles pour défendre leurs droits. Il critiqua vertement la façon dont le gouvernement les traitait et notamment la Loi canadienne sur les Indiens, tout particulièrement les tentatives de rééducation et les interdictions des rites traditionnels. En reconnaissance de ce travail, la tribu Kainai (appelée aussi la tribu du sang), faisant partie de la confédération des indiens Pieds Noirs, adopta Long Lance. Ses membres lui donnèrent le nom honorifique de « Fils du Buffalo » -  « Buffalo Child » -, qu’il devait utiliser par la suite. Long Lance justifia auprès d’un ami le fait d’assumer une identité amérindienne Pied Noire en arguant qu’il aurait ainsi une influence beaucoup plus grande pour aider leur cause, précisant qu’il n’avait certes pas vécu au sein de son peuple depuis l’âge de seize ans mais qu’il avait à présent une connaissance bien plus fine des indiens des grandes plaines de l’ouest canadien.  En 1924, Long Lance devint le correspondant du Canadian Pacific Railway.
Durant toutes ces années, Long Lance s’intégra parfaitement dans la société environnante, adhérant à la Elks Lodge locale  – une organisation charitable canadienne dont les volontaires bénévoles aident aux besoins de la communauté – et devenant entraîneur de l’équipe de football américain des Calgary Canucks. Toutes ces activités auraient été impossibles pour lui s’il s’était présenté comme étant de race noire.  Il était alors un écrivain célèbre, publiant des articles dans des périodiques à audience nationale, bénéficiant d’un vaste public grâce aux revues Macleans et  Cosmopolitan. Lorsqu’il écrivit son autobiographie en 1927, alors qu’il vivait dans la province de l’Alberta, Buffalo Child Long Lance se présenta comme un indien pied-noir de pure race.

## L’autobiographie et la gloire
La maison d’édition Cosmopolitan Book lui commanda une autobiographie à l’attention d’un jeune public féru d’histoires d’indiens. Le livre Long Lance fut publié en 1928 et obtint un rapide succès. Dans cet ouvrage, Long Lance prétendait être né au Montana, dans les « Collines de l’herbe grasse » (le nom que les indiens sioux donnaient à la région de la Little Big Horn River), fils d’un chef indien pied-noir. Il prétendait également avoir été blessé huit fois  lors de la Première Guerre mondiale et avoir été promu au rang de capitaine.
Le succès populaire de ce livre, ainsi que les éloges de la presse internationale, firent de lui une célébrité unanimement reconnue. L’ouvrage devint un bestseller mondial et fut porté aux nues aussi bien par les critiques littéraires que par les anthropologues.
Long Lance avait déjà écrit et enseigné au sujet de la vie des indiens des Grandes Plaines d’Amérique du Nord. Mais sa nouvelle célébrité lui ouvrit d’autres portes et lui permit d’être reçu par le tout New-York. Mieux, il fut le tout premier amérindien à être admis dans le très sélect Explorers’Club new-yorkais .
Il négociait les conférences qu’il donnait au tarif moyen de cent dollars – une somme non négligeable pour l’époque. Il était sponsorisé par la société B.F. Goodrich Company  pour porter un modèle de leur chaussure de sport. Un périodique spécialisé dans le cinéma, Screenland, écrivit : «Long Lance fait partie de cette toute petite minorité d’Américains qui a réussi à se mettre New-York dans la poche » 
En 1929, Long Lance intégra le milieu du cinéma, tenant le premier  rôle dans un film muet : «L’ennemi silencieux : une épopée indienne», qui montrait les coutumes du peuple ojibwé. La faim était présentée comme le principal ennemi de ces tribus du Canada du Nord  dont la survie était traditionnellement basée sur la chasse. Il défendait la cause des amérindiens. Cette œuvre tentait de décrire la vie des tribus indiennes de façon beaucoup plus réaliste que ne l’avaient fait jusqu’à présent la plupart des films précédents. Le film sortit en 1930. Il avait été tourné au Québec, à plus de soixante kilomètres de toute habitation, et beaucoup d’acteurs et de figurants étaient de vrais amérindiens.

## Un imposteur?
L’un des conseillers indiens du film, Chauncey Yellow Robe, eut des soupçons sur Long Lance et fit part de ses doutes aux réalisateurs. Ce dernier ne put leur fournir d’explications claires quant à ses origines et des rumeurs commencèrent à circuler. Une enquête révéla que son père, loin d’avoir été un chef indien, ne fut que concierge dans une école de Caroline du Nord, à Winston-Salem .
D’anciens voisins de sa ville natale confirmèrent ces dires, précisant qu’ils avaient toujours pensé qu’il y avait des noirs parmi ses ancêtres – ce qui signifiait, selon les normes raciales alors en vigueur dans le sud des États-Unis, qu’il appartenait à la communauté noire. Bien que le studio ne rendit pas public le résultat de ses investigations, ces accusations lui aliénèrent le soutien de la plupart de ses relations mondaines. On dit que l’écrivain  Irvin S. Cobb, natif du Kentucky et très connu dans les milieux newyorkais, déclara : « Quelle honte ! Nous avons accueilli un nègre parmi nous ! » .
Les historiens ont présenté l’affaire « Long Lance » comme une imposture, mais celui-ci avait pourtant du sang amérindien parmi ses ancêtres, tant paternels que maternels (croatiens et cherokees), il ressemblait vraiment à un indien et il connaissait suffisamment la langue cherokee pour être admis à la Carlisle School. Sa démarche n’était donc pas totalement usurpée. Certes, il n’appartenait pas à la tribu des Pieds-Noirs, mais il étudia leurs traditions en profondeur durant son séjour dans les Grandes Plaines.
Dans son ouvrage Etre et devenir indien : études biographiques sur la frontière nord-américaine, l’historien du XXe siècle James A. Clifton traite Long d’ « imposteur » qui a «usurpé une identité indienne » et s’est  «inventé purement et simplement une identité ethnique ».
L’histoire de Long Lance fit ultérieurement l’objet, chez des écrivains  contemporains, de réflexions plus approfondies sur les questions de l’identité personnelle et ethnique. Donald B. Smith, biographe et professeur d’histoire, décrit Long Lance comme quelqu’un s’étant “fait passer pour un indien”, mais il confirma ses ascendance croatiennes du côté de sa mère et cherokee du côté de son père. Il appartenait à la fois aux communautés amérindienne, noire et blanche, mais tenta de se donner une origine particulière tout en essayant d’échapper aux restrictions sociales dues à la ségrégation raciale sévissant alors en Caroline du Nord. Smith remarque que Long Lance s’est profondément impliqué dans la question indienne et fut un bon représentant de  la cause des autochtones du Canada, ayant aussi tenté de préserver du mieux qu’il pouvait les traditions des Amérindiens aux États-Unis .  Lorsque l’ouvrage de Smith fut publié en édition de poche en 2002, le titre fut modifié : Long Lance « l’imitateur » devint « le glorieux imposteur ».
Dans son livre : Les vrais indiens : identité et survie des natifs américains (2003), Eva Marie Garroutte profite de l’occasion  provoquée par la polémique sur l’identité de Long Lance pour ouvrir le débat  concernant l’authenticité amérindienne dans la culture des États-Unis.

## Mort
Après la controverse entourant son identité, la très mondaine californienne Anita Baldwin engagea Long Lance comme garde du corps durant son séjour en Europe. En raison de son comportement, Baldwin l’abandonna à New-York. Un temps, il tomba amoureux de la danseuse Elisabeth Clapp, mais refusa de l’épouser. En 1931, il retourna auprès de Baldwin.
En 1932, Long Lance fut retrouvé mort au domicile de Baldwin à Los Angeles, en Californie, après avoir reçu une balle de révolver. L’enquête conclut à un « suicide ».
Par delà sa disparition, Long Lance continua à servir la cause amérindienne : il avait légué tous ses biens à l’Indian Residential School située dans l’Alberta du Sud. L’essentiel de ses manuscrits furent octroyés à son ami Canon S.H. Middleton. Ils furent ensuite acquis, avec l’ensemble du fonds Middleton, par J. Zeiffle, un collectionneur qui les revendit en 1968 au Musée Glenbow de Calgary, au Canada.